# ماهووش
ماهووش (به چکی: Mahouš) یک منطقهٔ مسکونی در جمهوری چک است که در ناحیه پراخاتیتسه واقع شده‌است. ماهووش ۵٫۹۶ کیلومتر مربع مساحت و ۱۴۴ نفر جمعیت دارد و ۴۲۵ متر بالاتر از سطح دریا واقع شده‌است.